# Khỉ đuôi chó
Cercopithecus solatus là một loài động vật có vú trong họ Cercopithecidae, bộ Linh trưởng. Loài này được M. J. S. Harrison mô tả năm 1988.